# UHA-UHA/暴食系男子!!
「UHA-UHA/暴食系男子!!」（うはうは/ぼうしょくけいだんし）は、ジャズインストゥルメンタルバンドPE'Zと歌手でモデルの土屋アンナが結成したユニット「PE'Z×土屋アンナ（ペズ・クロス・ツチヤアンナ）」名義によるコラボ作品。2010年8月19日に宝島社より発売された。

## 解説
本作は「PE'Z」と「土屋アンナ」の2組に、出版大手の宝島社とユーズドセレクトショップのRAGTAG、そしてFMラジオ局のJ-WAVEという異なる3業種が提携して発売するスペシャル・コラボBOXで、新曲2曲を収録したCDとライブ映像などを収録したDVD、さらにRAGTAG特製ポーチが付いたA4雑誌サイズのBOX仕様となっている。
レコード会社ではなく出版社の宝島社より発売され、CD店ではなく全国のコンビニエンスストアや書店などで流通・販売する異種形態が選ばれた。これは、CDがCDショップで売れなくなってきている中、メンバー達のCDショップにこだわらずより多くの人に手に取ってもらいたいという考えを宝島社が全面的にバックアップする形で決まった。
コラボレーションのきっかけはPE'Zからのラブコールによるもので、草食系の若者が多い現代の日本社会において、あえて肉食系としてアグレッシブに、さまざまなことを楽しんでいこうという両者の思いが一致したことから実現。

## 収録曲
| 全作曲・編曲: PE'Z。 |                  |       |            |
| #                    | タイトル         | 作詞  | 作曲・編曲 |
| 1.                   | 「UHA-UHA」      | micci | PE'Z       |
| 2.                   | 「暴食系男子!!」 | jam   | PE'Z       |

| #  | タイトル                 | 作詞 | 作曲・編曲 | Director(s) |
| -- | ------------------------ | ---- | ---------- | ----------- |
| 1. | 「UHA-UHA/暴食系男子!!」 |      |            |             |